# 遠征4
遠征4是歷史上第四次到國際太空站的遠征隊。

## 成員
- 尤里·奧努夫連科（Yury Onufrienko，RSA，曾執行2次飛行），指令長
- 丹尼爾·博斯（Daniel W. Bursch，NASA，曾執行5次飛行），飛行工程師
- 卡爾·瓦茲（Carl E. Walz，NASA，曾執行4次飛行），飛行工程師

1. 1 2